# Sucre
|  | For delstaten i Venezuela, se Sucre (delstat) |
Sucre er i henhold til Bolivias forfatning landets hovedstad, og er hjemsted for Bolivias Højesteret. Det bolivianske parlament og den bolivianske regering har dog hjemsæde i den administrative hovedstad La Paz. Sucre er endvidere hovedstad i departementet Chuquisaca. 
Sucre havde i 2006 ca. 250.000 indbyggere. Byen ligger i den sydlige del af landet i en højde af 2800 meter over havets overflade.
Byen blev grundlagt i 1538 under navnet Ciudad de la Plata de la Nueva Toledo. Efter afslutningen af Den bolivianske frihedskrig ændrede byen navn til det nuværende Sucre, opkaldt efter den bolivianske frihedshelt Antonio José de Sucre.
Den historiske bydel i Sucre blev i 1991 optaget på listen over Verdensarvområder.

## Eksterne links
- Wikimedia Commons har flere filer relateret til Sucre

19°03′00″S 65°15′00″V / 19.05000°S 65.25000°V